# Hank Bruder
Henry George Bruder, detto Hank (Pekin, 22 novembre 1907 – 29 giugno 1970), è stato un giocatore di football americano statunitense che ha giocato nel ruolo di offensive guard nella National Football League (NFL). Al college giocò a football alla Northwestern University.

## Carriera professionistica
Bruder iniziò a giocare coi Green Bay Packers nel 1931, disputando 8 gare nella sua stagione da rookie, vincendo il campionato NFL. Il secondo titolo lo vinse nel 1936 battendo in finale i Boston Redskins. Il suo terzo campionato lo vinse nell'ultima stagione in cui milito nelle file dei Packers, nel 1939, superando in finale i New York Giants 27-0. Durante i suoi anni a Green Bay bloccò per l'Hall of Famer Johnny "Blood" McNally. L'ultima stagione della carriera di Bruder fu quella del 1940 in forza ai Pittsburgh Steelers. Nel 1972 fu inserito nella Hall of Fame dei Green Bqay Packers.

## Vittorie e premi

### Franchigia
- Campione NFL: 3

Green Bay Packers: 1931, 1936, 1939

### Individuale
- Green Bay Packers Hall of Fame

## Statistiche
| Partite totali | 107 |
| Touchdown      | 14  |